# Democratische Centrum Coalitie
De Democratische Centrum Coalitie (Wit-Russisch: Кааліцыя дэмакратычных цэнтристаў, Kaalitsya Demakratychnikh Tsentrystau), was een Wit-Russische federatie van oppositiepartijen die gekant zijn tegen het autoritaire bewind van president Aleksandr Loekasjenko. Tijdens de parlementsverkiezingen van 2004 behaalde de Democratische Centrum Coalitie geen zetels. Volgens veel internationale waarnemers waren de verkiezingen niet eerlijk verlopen.
De Democratische Centrum Coalitie bestaat uit de volgende partijen:
- Republiek (Respoeblika)
- Jong Wit-Rusland (Maladaja Belaroes)
- Europese Coalitie Vrij Wit-Rusland (Ewrapeyskaja Kaalitsja Svabodnaja Belaroes) (subcoalitie)
- Sociaaldemocratische Partij van Wit-Rusland (Volksassemblée) (Satsyal-Demokratycnaja Partya Belarusi (Narodnaja Hramada))
- Wit-Russische Vrouwenpartij "Nadzieja" (Belaroeskaja Partya Zjantsjin Nadzeja)